# Eydie Gormé
Eydie Gormé, właśc. Edith Gormezano (ur. 16 sierpnia 1928 w Nowym Jorku, zm. 10 sierpnia 2013 w Las Vegas) – amerykańska piosenkarka.